# Aphrophora ovalis
Aphrophora ovalis är en insektsart som beskrevs av Jacobi 1921. Aphrophora ovalis ingår i släktet Aphrophora och familjen spottstritar. Inga underarter finns listade i Catalogue of Life.